# Fifty Foot Combo
Fifty Foot Combo is een Belgische surfband, afkomstig uit Gent.

## Biografie
De band werd opgericht in 1994 en kort daarop verscheen hun eerste album, getiteld Go Hunting, dat lovende recensies kreeg. Hun muziek viel goed in het undergroundcircuit van de vintagemuziek fuzz en kreeg de naam Monstrophonic. In 2004 stond de groep op Pukkelpop.
In 2006 besloot de band uiteen te gaan. Bassist Jens De Waele vormde de psychobillyband The Grave Brothers, drummer Bart Rosseau sloot zich aan bij Secret Agent Men en Steven Gillis richtte de postpunkband Blackup op.
Sinds 2012 treedt het Fifty Foot Combo weer op. In 2014 vierde de groep zijn twintigste verjaardag.

## Bandleden
- Bart Rosseau
- Jens De Waele
- Jesse Roosen
- Rodrigo Fuentealba
- Sandra Hagenaar
- Steven Gillis
- Matto le D (graphics)

## Discografie[6][7]

### Albums
- Go Hunting (1997)
- Evil A-Go-Go!! (2000)
- Strike (2001)
- Caffeine (2002)
- The Monstrophonic Sound Live at Ernesto's (2004)
- Ghent-Bxl (2004)
- Fifty Foot Combo (2016)